# Dan Vîlceanu
Dan Vîlceanu (ur. 5 sierpnia 1979 w Bumbești-Jiu) – rumuński polityk i ekonomista, deputowany, od 2021 do 2022 minister.

## Życiorys
W 1997 ukończył szkołę średnią w Târgu Jiu, a w 2003 studia ekonomiczne na Universitatea de Vest din Timișoara. Na tym samym uniwersytecie uzyskiwał magisterium z zarządzania i integracji europejskiej (2006) oraz doktorat (2016). Zawodowo związany z sektorem prywatnym, m.in. jako dyrektor ekonomiczny w dwóch przedsiębiorstwach (jednym należącym do jego matki i drugim, którego został większościowym współwłaścicielem).
Działalność polityczną rozpoczynał w TSD, młodzieżówce Partii Socjaldemokratycznej. Należał również do samej PSD, po opuszczeniu tego ugrupowania był członkiem Partii Demokratyczno-Liberalnej, z którą przyłączył się następnie do Partii Narodowo-Liberalnej. Obejmował funkcje przewodniczącego struktur PDL i PNL w okręgu Gorj. W latach 2012–2016 wykonywał mandat radnego okręgu. W 2016 po raz pierwszy wybrany na posła do Izby Deputowanych. Z powodzeniem ubiegał się o reelekcję w wyborach w 2020.
Powołany na sekretarza generalnego PNL. W sierpniu 2021 objął urząd ministra finansów w rządzie Florina Cîțu. W listopadzie 2021 przeszedł na stanowisko ministra inwestycji i projektów europejskich w nowo powołanym gabinecie Nicolae Ciuki. W kwietniu 2022 ustąpił z funkcji partyjnej i ministerialnej.